# Josep Oriol Badia i Juncà
Josep Oriol Badia i Juncà   (Sabadell, 23 de març de 1815 - Sabadell, 28 d'agost de 1876) fou un empresari tèxil sabadellenc, fundador del Vapor Badia, actual biblioteca central de Sabadell.
El seu pare, Gabriel Badia, pare era un teixidor de cotó. Va tenir un germà i tres germanes.